# Erythrogonia proterva
Erythrogonia proterva är en insektsart som beskrevs av Melichar 1926. Erythrogonia proterva ingår i släktet Erythrogonia och familjen dvärgstritar. Inga underarter finns listade i Catalogue of Life.